# Shahla Habibi
Pour les articles homonymes, voir Habibi.
Shahla Habibi, née en 1958 et morte le 6 septembre 2017, est une femme politique iranienne. Membre du Parti de la coalition islamique, elle est présidente du Bureau des Affaires féminines entre 1991 et 1997.